# Луїс Аламос
Луїс Аламос (ісп. Luis Álamos, 25 грудня 1923, Чаньяраль — 26 червня 1983, Сантьяго) — чилійський футболіст, півзахисник. По завершенні ігрової кар'єри — тренер.
Тренував «Універсідад де Чилі», з яким став чотириразовим чемпіоном Чилі, та збірну Чилі, яку виводив на чемпіонати світу 1999 та 1974 років. Також він протягом 4 років очолював «Коло-Коло», з яким вигравав чемпіонат і кубок країни, а також вперше в історії чилійського футболу вийшов у фінал Кубка Лібертадорес.

## Ігрова кар'єра
Луїс Аламос народився 25 грудня 1923 року в Чаньяралі на півночі Чилі. Він закінчив педагогічне училище в Копіапо і в юності приїхав в столичний клуб «Універсідад де Чилі», де провів всю свою кар'єру. Незважаючи на те, що Аламос спочатку грав на позиції нападника, тренер команди Алехандро Скопеллі перевів його в центр поля на позицію опорного півзахисника.

## Кар'єра тренера
У 1956 році, незабаром після закінчення кар'єри футболіста, Аламос розпочав кар'єру тренера в рідному клубі «Універсідад де Чилі». Він повернув клуб на стежку успіху, і в 1959 році вперше за дев'ятнадцять років команда під його керівництвом знову стала чемпіоном Чилі. У 1962, 1964 і 1965 роках це звання було завойовано ще три рази. Крім того, саме футболісти «Універсідаду» становили більшу частину збірної Чилі на домашньому чемпіонаті світу 1962 року. Такі гравці, як Леонель Санчес, Хайме Рамірес і Луїс Ейсагірре, зіграли важливу роль у завоюванні третього місця на чемпіонаті світу.
Після одинадцяти років в статусі тренера «Універсідада де Чилі» влітку 1966 року Аламос покинув клуб, щоб очолити збірну Чилі на чемпіонаті світу 1966 року в Англії. Турнір завершився невдало, оскільки збірна посіла останнє місце в групі, поступившись СРСР, КНДР та Італії. Після цього Аламосу довелося піти з посади тренера збірної, а наступником став його колишній тренер Алехандро Скопеллі.
У наступні роки у Луїса Аламоса був недовгий досвід роботи в декількох чилійських клубах, в цей час великих успіхів досягнуто не було. З 1967 по 1968 рік він працював в «Аудакс Італьяно», а в 1970 і 1971 роках — в командах «Лота Швагер» і «Сантьяго Вондерерз» відповідно.
У 1972 році Аламос обійняв тренерський пост в клубі «Коло-Коло». Через рік цей клуб вперше в історії чилійського футболу вийшов у фінал Кубка Лібертадорес, найпрестижнішого клубного змагання в Південній Америці, в якому «Коло-Коло» зустрівся з аргентинським «Індепендьєнте». Після того, як переможець не був виявлений після матчу-відповіді, команда Аламоса зазнала поразки у вирішальній грі, програвши 1:2 в додатковий час. Рік по тому, в 1974 році, «Коло-Коло» вперше за дванадцять років виграв Кубок Чилі, завдяки перемозі у фіналі над «Сантьяго Вондерерз».
З 1973 по 1974 рік, паралельно з роботою в «Коло-Коло», Луїс Аламос вдруге в кар'єрі очолював збірну Чилі. На цій посаді він змінив німецького тренера Руді Гутендорфа, який покинув країну незабаром після військового перевороту, спрямованого проти президента Сальвадора Альєнде, через свою симпатію до глави держави. Аламос очолив збірну перед матчами плей-оф проти СРСР за вихід на чемпіонат світу 1974 року. Після того, як в Москві Чилі зіграла нульову нічию, збірна СРСР відмовилася приїжджати на матч-відповідь, пославшись на політичну обстановку в Чилі. У зв'язку з цим чилійцям була зарахована технічна перемога, завдяки якій був оформлений вихід на чемпіонат світу. Однак на цьому турнірі Аламосу знову не вдалося досягти успіху, і він був звільнений. Збірна Чилі посіла третє місце в першому раунді, поступившись НДР і ФРН, і не зуміла вийти в наступний раунд.
У наступні роки Аламос не зумів домогтися колишніх результатів. З 1976 по 1979 роки він тренував такі клуби, як «Сантьяго Морнінг», «Кокімбо Унідо», «Уніон Еспаньйола» і «Сантьяго Вондерерс», але не досяг великих успіхів. У 1979 році Луїс завершив свою довгу тренерську кар'єру. Через чотири роки він помер у Сантьяго у віці 59 років від цукрового діабету у місті Сантьяго.

## Титули і досягнення

### Як тренера
«Універсідад де Чилі»
- Чемпіон Чилі (4): 1959, 1962, 1964, 1965

«Коло-Коло»
- Чемпіон Чилі: 1972
- Володар Кубка Чилі: 1974
- Фіналіст Кубка Лібертадорес: 1973